# 世界自転車選手権男子ポイント 同マディソン歴代優勝者
世界自転車選手権男子ポイント 同マディソン歴代優勝者（せかいじてんしゃせんしゅけんだんしぽいんとどうまでぃそんれきだいゆうしょうしゃ）はポイント並びにマディソン種目における優勝者及び3位まで入賞した選手を一覧にしたものである。

## ポイント
| 選手権            | 金                                 | 銀                                 | 銅                                 |
| ----------------- | ---------------------------------- | ---------------------------------- | ---------------------------------- |
| 1980              | コンスタン・トゥルネ               | ジョヴァンニ・マントヴァーニ       | ハインツ・ベルツ                   |
| 1981              | ウース・フローラー                 | ダニー・クラーク                   | ジュゼッペ・サローニ               |
| 1982              | ウース・フローラー                 | ガリー・サットン                   | ロマン・ヘルマン                   |
| 1983              | ウース・フローラー                 | ギド・ボンテンピ                   | ガリー・サットン                   |
| 1984              | ウース・フローラー                 | ガリー・サットン                   | リンクリン・ヘンリー               |
| 1985              | ウース・フローラー                 | ハンス・レーダーマン               | ステファノ・ドッチーオ             |
| 1986              | ウース・フローラー                 | ミッシェル・バルタン               | ステファノ・ドッチーオ             |
| 1987              | ウース・フローラー                 | アンソニー・ドイル                 | ロジェ・イレヘムス                 |
| 1988              | ダニエル・ヴィデル                 | アドリアーノ・バフィ               | マイケル・マルクーセン             |
| 1989              | ウース・フローラー                 | ガリー・サットン                   | マルティン・ペンク                 |
| 1990              | ローレン・ビオンディ               | マイケル・マルクーセン             | ダニー・クラーク                   |
| 1991              | ビアチェスラフ・エキモフ           | フランシス・モロー                 | ペーター・ピータース               |
| 1992              | ブルーノ・リシ                     | ジョナス・ロマノワ                 | フアン・エステバン・クルチェト     |
| 1993              | エティアンヌ・デウィルデ           | エリック・マナン                   | バジル・ヤコブレフ                 |
| 1994              | ブルーノ・リシ                     | ヤンボー・ペテルセン               | フランツ・ストッヒャー             |
| 1995              | シルビオ・マルティネッロ           | レミギウス・ルペイキス             | セルゲイ・ラブレネンコ             |
| 1996              | ホアン・リャネラス                 | マイケル・サンドストッド           | シルビオ・マルティネッロ           |
| 1997              | シルビオ・マルティネッロ           | ブルーノ・リシ                     | ホアン・ラネラス                   |
| 1998              | ホアン・リャネラス                 | アンドレアス・カペス               | シルビオ・マルティネッロ           |
| 1999              | ブルーノ・リシ                     | バジル・ヤコブレフ                 | 趙浩成                             |
| 2000              | ホアン・リャネラス                 | マシュー・ギルモア                 | フランツ・ストッヒャー             |
| 2001              | ブルーノ・リシ                     | フアン・エステバン・クルチェト     | フランツ・ストッヒャー             |
| 2002              | クリス・ニュートン                 | フランツ・ストッヒャー             | フアン・エステバン・クルチェト     |
| 2003              | フランツ・ストッヒャー             | ホアン・リャネラス                 | ヨー・プロンク                     |
| 2004              | フランク・ペルク                   | ミルトン・ウィナンツ               | フアン・エステバン・クルチェト     |
| 2005              | ウロディミル・リビン               | イオアニス・タモリディス           | ホアン・リャネラス                 |
| 2006              | ペーター・スヘプ                   | ラファウ・ラタイチィク             | ヴァシル・キリエンカ               |
| 2007              | ホアン・リャネラス                 | イルヨ・カイセ                     | ミハイル・イグナティエフ           |
| 2008              | ヴァシル・キリエンカ               | クリストフ・リブロン               | ペーター・スヘプ                   |
| 2009 Pruszków     | キャメロン・マイヤー (AUS)         | Daniel Kreutzfeldt (DEN)           | クリス・ニュートン (GBR)           |
| 2010 Ballerup     | キャメロン・マイヤー (AUS)         | ペーター・スヘプ (NED)             | Milan Kadlec (CZE)                 |
| 2011 Apeldoorn    | エドウィン・アビラ (COL)           | キャメロン・マイヤー (AUS)         | モルガン・クネスキ (FRA)           |
| 2012 Melbourne    | キャメロン・マイヤー (AUS)         | ベン・スウィフト (GBR)             | ケニー・デ・ケテル (BEL)           |
| 2013 Minsk        | サイモン・イェーツ (GBR)           | Eloy Teruel (ESP)                  | Kirill Sveshnikov (RUS)            |
| 2014 Cali         | エドウィン・アビラ (COL)           | Thomas Scully (NZL)                | Eloy Teruel (ESP)                  |
| 2015 Yvelines     | Artur Ershov (RUS)                 | Eloy Teruel (ESP)                  | Maximilian Beyer (GER)             |
| 2016 London       | Jonathan Dibben (GBR)              | Andreas Graf (AUT)                 | ケニー・デ・ケテル (BEL)           |
| 2017 Hong Kong    | キャメロン・マイヤー (AUT)         | ケニー・デ・ケテル (BEL)           | Wojciech Pszczolarski (POL)        |
| 2018 Apeldoorn    | キャメロン・マイヤー (AUT)         | ヤン・ウィレム・ファンシップ (NED) | マーク・スチュワート (自転車) (UK) |
| 2019 プルシュクフ | ヤン・ウィレム・ファンシップ (NED) | セバスチャン・モラ (ESP)           | マーク・ダウニー (IRL)             |
| 2020 ベルリン     | コービン・ストロング (NZL)         | セバスチャン・モラ (ESP)           | ロイ・イーフティング (NED)         |

- Most victories :5: オーストラリア- 4:  スイス - スペイン

※1992年までプロ、1993年以降オープン。

## マディソン
| 選手権 | 金                                                                 | 銀                                                                       | 銅                                                                 |
| ------ | ------------------------------------------------------------------ | ------------------------------------------------------------------------ | ------------------------------------------------------------------ |
| 1995   | イタリア シルビオ・マルティネッロ マルコ・ヴィッラ                 | アルゼンチン ガブリエル・クルチェト フアン・エステバン・クルチェト       | スイス クルト・ベルチャルト ブルーノ・リジ                         |
| 1996   | イタリア シルビオ・マルティネッロ マルコ・ヴィラ                   | オーストラリア スコット・マグローリー ステファン・ペイト                 | ドイツ アンドレア・カペス カルステン・ヴォルフ                     |
| 1997   | スペイン ホアン・リャネラス ミゲル・アルザモラ                     | イタリア シルビオ・マルティネッロ マルコ・ヴィラ                         | アルゼンチン ガブリエル・クルチェト フアン・エステバン・クルチェト |
| 1998   | ベルギー エティアンヌ・デウィルデ マシュー・ギルモア               | イタリア シルビオ・マルティネッロ マルコ・ヴィラ                         | ドイツ アンドレアス・カペス シュテファン・シュタインヴェク         |
| 1999   | スペイン ホアン・リャネラス イサーク・ガルベス                     | デンマーク · ジミ・マドセン · ヤコブ・ピール                             | ドイツ アンドレアス・カペス オラフ・ポラク                         |
| 2000   | ドイツ エリック・ヴァイスフェニヒ シュテファン・シュタインヴェック | スペイン ホアン・リャネラス イサーク・ガルベス                           | アルゼンチン エドガルド・シモン フアン・エステバン・クルチェト     |
| 2001   | フランス ジェローム・ヌーヴィル ロベール・サソンヌ                 | スペイン ホアン・リャネラス イサーク・ガルベス                           | アルゼンチン ガブリエル・クルチェト フアン・エステバン・クルチェト |
| 2002   | フランス ジェローム・ヌーヴィル フランク・ペルク                   | オーストリア · ロラント・ガルバー · フランツ・ストヒャー                 | アルゼンチン エドガルド・シモン フアン・エステバン・クルチェト     |
| 2003   | スイス ブルーノ・リシ フランコ・マルブリ                           | ニュージーランド グレゴリー・ヘンダーソン ヘイデン・ロールストン         | アルゼンチン フアン・エステバン・クルチェト ワルテル・ペレス       |
| 2004   | アルゼンチン フアン・エステバン・クルチェト ワルテル・ペレス       | スイス ブルーノ・リシ フランコ・マルヴリ                                 | オランダ ロベルト・スリペンス ダニー・スタム                       |
| 2005   | イギリス マーク・カヴェンディッシュ ロバート・ヘイレス             | オランダ ロベルト・スリペンス ダニー・スタム                             | ベルギー マシュー・ギルモア イルヨ・カイセ                         |
| 2006   | スペイン イサーク・ガルベス ホアン・リャネラス                     | ウクライナ · リュボミール・ポラタイコ · ヴォロディミール ・リビン        | アルゼンチン フアン・エステバン・クルチェト ワルテル・ペレス       |
| 2007   | スイス ブルーノ・リシ フランコ・マルブリ                           | オランダ ペーター・スヘプ ダニー・スタム                                 | チェコ · アロイス・カンコフスキー · ペトル・ラザール               |
| 2008   | イギリス マーク・カヴェンディッシュ ブラッドリー・ウィギンス       | ドイツ ロゲル・クルーゲ オラフ・ポラック                                 | デンマーク · ミカエル・モルコフ · アレックス・ラスムッセン         |
| 2009   | デンマーク · ミカエル・モルコフ · アレックス・ラスムッセン         | オーストラリア リー・ハワード キャメロン・マイヤー                       | チェコ · マルティン・ブラハ · イルジー・ホックマン                 |
| 2010   | オーストラリア リー・ハワード キャメロン・マイヤー                 | フランス モルガン・クネスキ クリストフ・リブロン                         | ベルギー イングマール・デ・プアター スティーブ・シェッツ           |
| 2011   | オーストラリア リー・ハワード キャメロン・マイヤー                 | チェコ · マルティン・ブラハ · イルジー・ホックマン                       | オランダ テオ・ボス ペーター・スヘプ                               |
| 2012   | ベルギー ケニー・デ・ケテル ハイス・ファン・フック                 | イギリス ベン・スウィフト ゲラント・トーマス                             | オーストラリア リー・ハワード キャメロン・マイヤー                 |
| 2013   | フランス ヴィヴィアン・ブリス モルガン・クネスキ                   | スペイン ダビド・ムンタネー アルベルト・トレス                           | ドイツ ヘニング・ボメル テオ・ラインハルト                         |
| 2014   | スペイン ダビド・ムンタネー アルベルト・トレス                     | チェコ · マルティン・ブラハ · ヴォイチェフ・ハチェッキー                 | スイス シュテファン・キュング テリー・シアー                       |
| 2015   | フランス ブリアン・コカール モルガン・クネスキ                     | イタリア マルコ・コレダン エリア・ヴィヴィアーニ                         | ベルギー ヤスパー・デ・ビュイスト オットー・ヴェルガエルデ         |
| 2016   | イギリス マーク・カヴェンディッシュ ブラッドリー・ウィギンス       | フランス モルガン・クネスキ ベンジャミン・トーマス                       | スペイン セバスチアン・モーラ アルベルト・トレス                   |
| 2017   | フランス モルガン・クネスキ ベンジャミン・トーマス                 | オーストリア · キャメロン・マイヤー · カラム・スコットソン               | ベルギー モレノ・デ・ポー ケニー・デ・ケテル                       |
| 2018   | ドイツ ローガー・クルーゲ テオ・ラインハルト                       | スペイン アルベルト・トレス セバスチアン・モーラ                         | オーストリア · キャメロン・マイヤー · カラム・スコットソン         |
| 2019   | ドイツ ローガー・クルーゲ テオ・ラインハルト                       | デンマーク · ラーセ・ノーマン・ハンセン · カスパー・フォン・フォルザック | ベルギー ケニー・デ・ケテル ロッベ・ヒス                           |
| 2020   | デンマーク · ラーセ・ノーマン・ハンセン · ミカエル・モルコフ       | ニュージーランド キャンベル・スチュワート アーロン・ゲイト               | ドイツ ローガー・クルーゲ テオ・ラインハルト                       |